# Conservatorio
Conservatorio – stacja metra w Madrycie, na linii 12. Znajduje się w Getafe i zlokalizowana jest pomiędzy stacjami Arroyo Culebro i Alonso de Mendoza. Została otwarta 11 kwietnia 2003 roku.